# Кряченко Таїса Миколаївна
Таї́са Микола́ївна Кряче́нко (нар. 11 травня 1936, Київ, УРСР, СРСР) — радянський, український режисер монтажу.

## Життєпис
Закінчила курси монтажерів Всесоюзного державного інституту кінематографії (1968).
Член Національної спілки кінематографістів України.

## Фільмографія
- «Карантин» (1968, у співавт. з Н. Ратманською)
- «Родина Коцюбинських» (1970, у співавт.)
- «Веселі Жабокричі» (1971)
- «Стара фортеця» (1973, у співавт.)
- «Ні пуху, ні пера» (1973)
- «Таємниця партизанської землянки» (1974)
- «Небо — земля — небо» (1975)
- «Королі й капуста» (1978)
- «Оглядини» (1979)
- «Снігове весілля» (1980)
- «Візит у Ковалівку» (1980)
- «Стратити немає можливості» (1982)
- «Провал операції „Велика ведмедиця“» (1983)
- «Загублені в пісках» (1984)
- «Володчине життя» (1984, т/ф, 2 а)
- «Десь гримить війна» (1986)
- «Брате, знайди брата!..» (1988)
- «Нині прослався син людський» (1990)
- «Мелодрама із замахом на вбивство» (1992)
- «Господи, прости нас грішних» (1992)
- «Записки кирпатого Мефістофеля» (1994)
- та інших...